# Lobopterella princisi
Lobopterella princisi är en kackerlacksart som beskrevs av Roth, L. M. 1988. Lobopterella princisi ingår i släktet Lobopterella och familjen småkackerlackor.
Artens utbredningsområde är Thailand. Inga underarter finns listade i Catalogue of Life.